# Pepín Banzo
José Pascual Banzo Salvo, conocido como Pepín Banzo (Barcelona, 3 de enero de 1973) es un músico multiinstrumentista, mago y compositor musical español.

## Biografía
Hijo del atleta zufariense, lanzador de disco y de barra aragonesa, Pascual Banzo Benesenes, nació en Barcelona, cuando su padre competía para la sección de atletismo del Club Natació Barcelona. Desde muy pequeño comenzó a interpretar diversos instrumentos de cuerda (guitarra, laúd, guitarrico…) acompañando a su padre, en los diversos grupos de jota y rondallas en los que participa. Asimismo comienza a recibir clases de piano en la Escuela JR Santamaría y de canto impartidas por la soprano Conchita Pérez Falcón.
En 1991, forma junto con sus amigos de Zuera su primer grupo musical, Paraíso Prohibido, con el que graban una maqueta y un disco. Es en 1996 cuando constituyen la orquesta, Escálibur, donde es bajista y cantante solista, y donde permanece hasta 2001.
Durante esos años comienza su interés por la música tradicional, aprendiendo a tocar, de manera autodidacta, instrumentos como la dulzaina, el chiflo y la gaita de boto. Pero es con Eugenio Gracia (Ixo Rai!) como profesor, con quien perfecciona estos conocimientos.
En 1999 funda el grupo de folk Os Lizerons, donde es el director musical, permaneciendo hasta 2003.
En el año 2001 pasa a formar parte del mítico grupo de folk aragonés Ixo Rai!, sustituyendo a Eugenio Gracia como gaitero hasta la disolución de la banda, tan solo un año después. 
Es en ese momento cuando comienza su labor como docente de instrumentos tradicionales, dirigiendo rondallas y dando clases de gaita de boto aragonesa y dulzaina por diversos pueblos de la geografía aragonesa.
En 2002 comienza a desarrollar su faceta más teatral participando en diversos espectáculos de animación en diferentes compañías aragonesas: Pingaliraina,Caleidoscopio Teatro.
En el año 2003 funda Les Rubitos, compañía de teatro de animación que se disuelve en 2008 por discrepancias con su socio, el polifacetico artista Chéchare Talavera
Ese mismo año constituye el grupo de Rock-Folk  Comando Cucaracha, donde realiza labores de composición, voz, dulzaina, gaita de boto, trompa ribagorzana… y con el que se han grabado dos discos y realizado diversas colaboraciones discográficas. Durante sus años de vida muchos son los integrantes que han pasado y abandonado la banda por conflictos con el Sr. Banzo. Tras años de inacción, el grupo se disuelve en 2018.
También en 2003 pone en marcha un nuevo proyecto musical, el grupo de Folk-metal Lurte “músicos de la compañía Almogávar” donde asume la dirección musical, coordinación artística, la composición y la interpretación.En 2008 el grupo sufre un cambio de integrantes tras abandonar parte de estos las compañía por desavenencias con él. En ese momento busca nuevos integrantes que continúen con el proyecto, pero en 2011 es él quién abandona el grupo por discrepancias con sus nuevos compañeros. 
En 2006 junto a Eugenio Arnau comienzan a rodar el espectáculo “Maldita literatura: Un profesor de ESO y un músico de aquellos", espectáculo teatral musicalizado, que es el germen del extinto grupo La Libertina (2008), grupo de folk que ha grabado un disco y que ha cambiado de integrantes en varias ocasiones. 
Durante esos años ha participado y realizado colaboraciones en diversos grupos como La Compañía de Chesús, La Orquestina del Fabirol, Dulzaineros del Bajo Aragón, Gaiteros de Estercuel, La Jota de Ayer y Hoy, Biella Nuei, Joaquín Carbonell, La Bullonera, Cómplices (dúo), La Chaminera y China Chana.
En 2009 lanza su carrera en solitario con El Show de Pepín, un espectáculo donde muestra su versatilidad y su especial manera de fusionar la música, la magia y humor en un único espectáculo.
Su faceta más televisiva se desarrolla en 2010 con la participación en el programa de Aragón Televisión "Dándolo Todo", Talen-Show donde demostró su capacidad como showman ganando tres programas. El programa se deja de emitir antes de lo previsto por baja audiencia. Desde octubre de 2010 hasta junio de 2011 participa como colaborador en el programa Aftersún Además ha realizado junto a Pepe Lirrojo colaboraciones semanales durante el verano de 2011 en el programa "Ésta es la Nuestra" de Aragón Radio. 
 En 2015 participa en el Programa de Factoría de Ficción "Sopa de Gansos Instant!" y en 2019 en “Got Talent España” donde es expulsado en su primera aparición.
Es miembro de la Asociación de Gaiteros de Aragón y ha publicado varios reportajes y partituras en la revista en su publicación periódica. También es miembro de la Asociación Mágica Aragonesa (A.M.A.), especializado en numismagia, magia de escena y magia de cerca. Realizando varios artículos sobre técnicas de creación propias para la revista que publica; de la Sociedad Española de Ilusionismo (S.E.I.), así como miembro fundacional de la Asociación Cultural "Funny Magic Creepy Show", fundada en 2009 encargada de la organización del festival Ores Mágico (2009-2014) y con la que han participado en el Programa Especial de Navidad de Distrito Z de ZTV (2009 y 2010, realizado la sección "En el fondo no quieres saberlo"  del programa de Aragón Televisión CLIC! (2010). Abandonó la Asociación Cultural "Funny Magic Creepy Show" el 10 de noviembre de 2018 por discrepancias con sus miembros.
En 2014, junto al mago Pepe Lirrojo, fundó la sala de magia ‘El Sótano Mágico’. Con el que surgen serias discrepancias.
Como investigador ha participado activamente en la recuperación y creación de diversos dances aragoneses: Zuera, Garrapinillos, Talamantes, San José y El Rabal (Zaragoza).

## Obra

### Discografía
- Disco "Replega". Eugenio Gracia y Pepín Banzo (2014). Delicias Discográficas - Ayuntamiento de Zaragoza. Composición, interpretación y producción musical.
- Disco-Libro  “Neopatria”. Lurte (2011) Estudios Lunanueva. Composición, dirección, producción musical y arreglos. Disco “Biellas Esferras”. Lurte (2010). Estudios Lunanueva. Composición, dirección, producción musical y arreglos.
- Disco “Pepin & co: Amigos hasta en el Infierno”. Pepin Banzo (2010). Estudios Lunanueva. Composición, dirección, producción musical y arreglos.[7]
- Disco “Los nietos del gaitero”. La Libertina (2010). Estudios Lunanueva. Composición, dirección, producción musical y arreglos.
- Disco “Deus lo Bol”. Lurte (2008). Estudios Lunanueva. Composición, dirección, producción musical y arreglos.
- Disco “Entre Héroes y Villanos”. Comando Cucaracha (2007) Estudios Lunanueva. Composición, dirección, producción musical y arreglos.
- Libro – Disco  “Música de las corridas de pollos en Aragón”. Edita: Ayuntamiento de Zaragoza (2006) Estudios Inguz. Producción, dirección musical y ejecución de todos los instrumentos.
- Disco “¡Dispierta Fierro!”. Lurte (2005) Estudios Lunanueva. Composición, dirección musical, producción y arreglos.
- Disco “Todos al monte”. Comando Cucaracha (2004) Estudios Lunanueva.
- Disco “¡Astralica mano!”. Os Lizerons (2002) Estudio Sincro Mil. Dirección musical y arreglos.[8]
- Libro “Músicas Propias”. Eugenio Gracia y Pepín Banzo (2001) Edita AGA y DPZ.
- Disco “Jotas de Pascual Banzo” (1999) Estudio Slap. Producción, arreglos y ejecución de los instrumentos: Guitarras, bandurrias, laúdes, guitarros, guitarricos, gaita, dulzaina, percusiones, flautas…
- Disco “Pasión”. Paraíso Prohibido (1994) Estudio Slap. Bajo y coros.[9]
- Disco “Espejo del mundo”. Paraíso Prohibido (1992) Estudios HiFi. Bajo y coros.

### Libros
- “Nuevas tonadas: Repertorio para Gaita de Boto”. Eugenio Gracia y Pepin Banzo (2011). Banda de Gaitas de Boto Aragonesa.[10]
- “Músicas Propias”. Eugenio Gracia y Pepín Banzo (2001) Edita AGA y DPZ.
- “2n Concurs de Composició per a Gralla Vila de Salou”. Grallers la Tarota. (2006). Obres finalistes i guanyadores. Partituras: Las Lágrimas de San Lorenzo, La Escocesa, Polcón de Ñeñico.